# Шаранга
Шара́нга (сев.-зап. мар. Шӓрӓҥ) — рабочий посёлок в Нижегородской области России. Административный центр Шарангского района и городского поселения рабочий посёлок Шаранга.

## География
Посёлок расположен на реке Шаранга (левый приток реки Уста) в 55 км к югу от Шахуньи, в 183 км (по прямой) и 282 км (по автодороге) к северо-востоку от Нижнего Новгорода, в 100 км к северо-западу от Йошкар-Олы.
Площадь посёлка 1091 га.
Климат
Средняя годовая температура воздуха составляет +2,4°С. В январе средний многолетний показатель — −13,3°С, минимальная температура достигала −47°С в декабре-январе 1978/79 г. Средняя температура июля +18,3°С, максимальное значение +37°C

## История
Посёлок известен с 1747 года как село, построенное на марийских землях (ныне Шаранга — марийский национально-культурный центр области). Из документов российского государственного архива древних актов (РГАДА г. Москва) известно, что было тогда в Шаранге 12 душ мужского населения — крестьян, переселившихся из деревень: Скочиловская и Кладбище Яранского уезда Вятской губернии. По Ревизии 1762—1766 годов в Шаранге проживало 24 души мужского пола.
Село получило своё название по реке (её название, вероятно, происходит от мар. шаранге — ветла).
Значительную роль в превращении Шаранги в крупный населённый пункт сыграло открытие первого в округе церковного прихода (1837 год): строительство в 1840 году деревянного, в 1875 году каменного храма дало возможность в дни церковных праздников проводить базары, развивать торговлю и ремесленничество.
По переписи населения 1897 года в селе проживали 550 жителей. Имелись каменная церковь, земское народное училище, церковно-приходская школа, водяная мельница, красильный завод, 6 торговых лавок, 2 трактира, 200 жилых дворов. Трижды в год проводились базары и торжки.
С 1960 по 1966 год в Шаранге были построены: овощесушильный завод, хлебозавод, вальцовая мельница, колбасный цех. В 1967 году в честь 50-летия Советской власти в Шаранге был заложен Заречный парк. В ноябре 1967 года открыто новое здание средней школы. В 1966 году построено здание райкома партии.
Статус посёлка Шаранга получила в 1972 году.
В 1974 году закончено строительство 2-этажного каменного здания районной библиотеки, организован Шарангский механизированный лесхоз. В 1970-75 гг. были построены интернат, физкультурный зал, здание узла связи. В январе 1975 года организована служба «Скорой помощи». В 1976 г. в феврале создано районное общество ВДПО. 4 ноября 1978 года открылся районный краеведческий музей.
В 1986 году начато строительство новой плотины, благодаря которой в Шаранге живописно разлился пруд. 21 октября 1994 года состоялось открытие автодороги Йошкар-Ола — Шаранга.
29 декабря 2012 года открыт физкультурно-оздоровительный комплекс «Жемчужина».
День посёлка отмечается в последнюю субботу июля.
В рамках оптимизации местного самоуправления в конце 2022 произошла реорганизация Администрации рабочего посёлка Шаранга. 16 января 2023 года образуется территориальный отдел Администрации Шарангского муниципального округа Нижегородской области. 

## Население
| 1959  | 1970  | 1979  | 1989  | 2002  | 2008  | 2009  | 2010  |
| ----- | ----- | ----- | ----- | ----- | ----- | ----- | ----- |
| 2437  | ↗3841 | ↗4986 | ↗6053 | ↗6381 | ↗6480 | ↗6498 | ↗6557 |
| 2011  | 2012  | 2013  | 2014  | 2015  | 2016  | 2017  | 2018  |
| ↘6553 | ↘6545 | ↗6582 | ↗6587 | ↘6569 | ↗6590 | ↗6692 | ↗6709 |
| 2019  | 2020  | 2021  |       |       |       |       |       |
| ↘6686 | ↘6652 | ↗6697 |       |       |       |       |       |

Демографическая ситуация сложилась следующим образом: на 10,3 % (18 чел.) увеличилась смертность, на 5 % (8 человек) увеличилась рождаемость. Естественная убыль населения составила 24 человек, за 2015 год — 14 человек. Смертность превышает рождаемость в 1,14 раза (за 2015 в 1,09 раза).
В 2015 году насчитывалось 2818 домовладений.

## Экономика

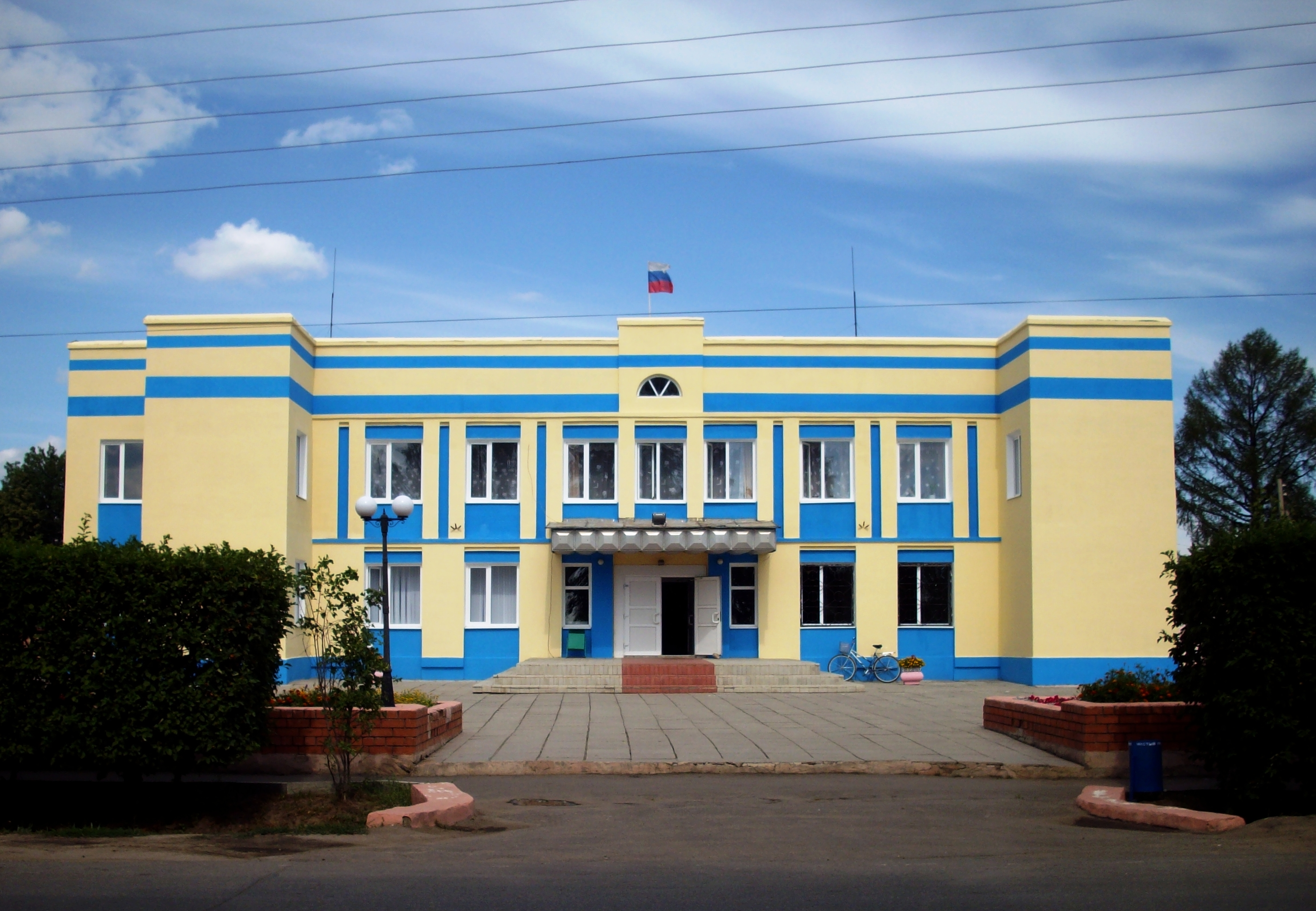
Территориальный отдел РП Шаранга (ранее - Шарангская поселковая администрация)

В 2016 году открылся второй магазин «Строитель» (ИП Чезганова Н. В.), магазин «Народные цены» (ИП Мулажанов С. С.), магазин «Робин Гуд» (ИП Лежнин К. С.). Важным событием 2016 года стало открытие АЗС «АвтоФуд» ООО «Технология снабжения».
Наибольший удельный вес в объёме отгруженной продукции обрабатывающей отрасли имеет потребительское общество «Шарангский хлебокомбинат» и ООО «Кедр».

### Транспорт
В 2014 году услугами Шарангского пассажирского автотранспортного предприятия воспользовалось 512 тыс. человек — 113 % к 2013 году. Из них граждан льготных категорий и учащихся 322 тыс. человек.

## Культура

### Шарангский районный Дом культуры

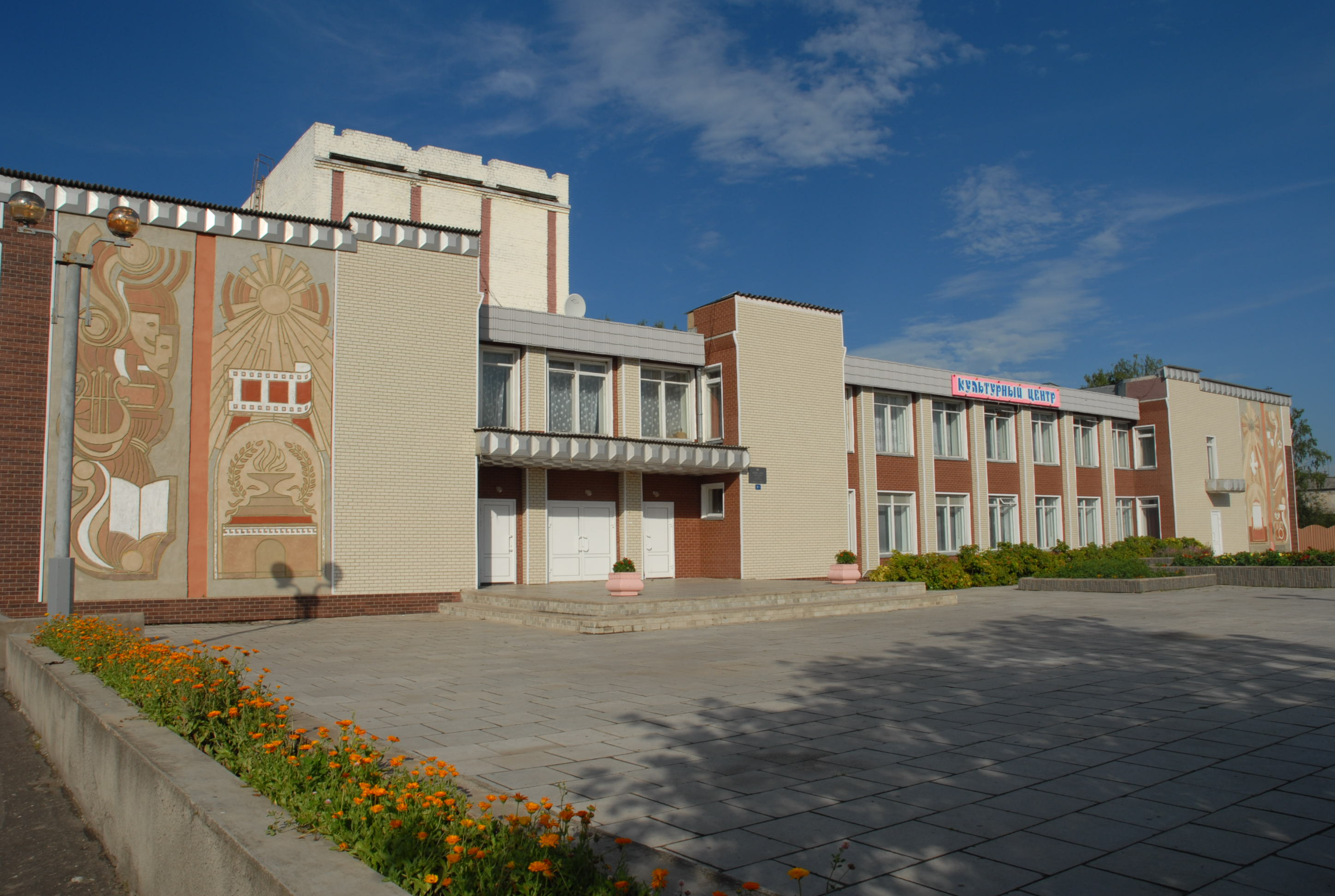
Шарангский районный дом культуры

Шарангский районный дом культуры каждый год проводит свыше 400 различных культурно-массовых мероприятий и программ (как стационарных, так и выездных) с количеством зрителей более 40000 человек. В клубе действует 12 творческих коллективов и клубов по интересам. Просветительский характер деятельности Дома культуры связан с функцией «экологии» культуры, то есть сохранения изначальной формы родной культуры, принадлежности к традициям «малой» родины — Шарангской земли.
За последние несколько лет существенно укрепилась материально-техническая база районного Дома культуры, появилось современное техническое оснащение. Каждый концерт сопровождается профессиональным лазерным шоу и различными спецэффектами.

### Шарангская детская школа искусств

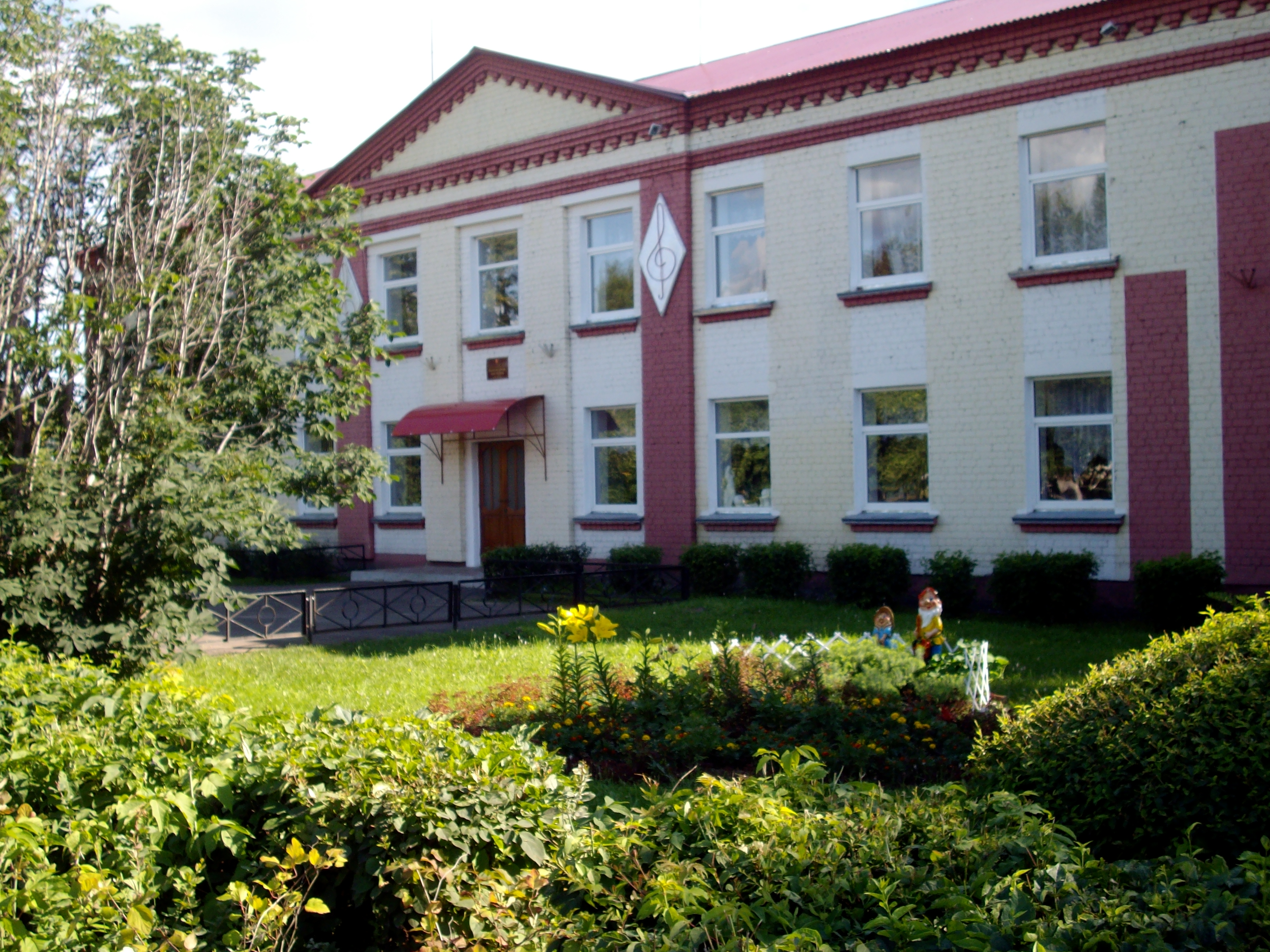
Шарангская детская школа искусств

Шарангская детская школа искусств является учреждением дополнительного образования сферы культуры.
В 2016 году были введены в работу новые зарецензированные программы сокращённого обучения — вокал и фортепиано 4 года обучения, гитара и аккордеон — 3 года обучения. В процессе обучения учащиеся проходят промежуточную аттестацию в форме просмотров, технических зачётов, академических концертов, прослушиваний учащихся первых и выпускных классов, контрольных зачѐтов по разработанным и утверждённым требованиям, согласно рабочим дополнительным общеобразовательным предпрофессиональным программам.
По результатам промежуточной и итоговой аттестации в 2015—2016 учебном году достигнуты следующие результаты:
— выпуск по всем отделениям ДШИ составил 50 человек (годом ранее — 38 человек), из них:
· 31 — раннее эстетическое развитие;
· 5 — музыкальное отделение;
· 10 — художественное отделение;
· 4 — театральное отделение.
В мае 2016 года выдано 19 свидетельств об окончании полного курса обучения, из них 9 поступили и продолжают обучение в профильных учебных заведениях, что составляет 47 % от общего количества выпускников. Из них по направлениям: хореографическое искусство — 1 (Йошкар-Ола); музыкальное искусство — 1 (Нижний Новгород); изобразительное искусство — 7 (Йошкар-Ола, Нижний Новгород). Это учащиеся преподавателей Ольги Алексеевны Шороховой, Елены Васильевны Наймушиной, Ольги Борисовны Бахтиной, Алёны Николаевны Бусыгиной.
Так же как и в 2015 году свидетельства с отличием получили 16 человек.
По состоянию на 01 января 2017 года в Детской школе искусств работают 18 преподавателей. Из 18 преподавателей 7 имеют высшее образование; высшее образование, соответствующее профилю преподаваемого учебного предмета имеют 5 педагога, 11 — среднее специальное, 9 — I квалификационные категории. В школе работают молодые специалисты, которые получают высшее профильное образование по заочной форме обучения — 3 человека.
Воспитательная и культурно-просветительская работа в детской школе искусств ведѐтся по 3 направлениям:
1. Конкурсная деятельность;
2. Концертная деятельность
3. Социальное партнёрство
Выступления перед родителями, детьми в школах, детских садах дают возможность всем обучающимся найти свою концертную площадку, своего слушателя, и, следовательно, способствуют оживлению учебного процесса, росту интереса детей к творчеству.
В 2016 году педагогическим коллективом школы было подготовлено и проведено 20 концертных и выставочных мероприятий с общим количеством выступающих 276 человек.
В школе стабильно работают 7 коллективов: хор, ансамбль гитаристов, вокальные коллективы «Родничок» и «Карусель», театральный коллектив «Весёлый ребята», хореографические коллективы «Феникс» и «Акцент».
Уже традиционными стали ежегодные школьные мероприятия к Международному женскому Дню, отчётные концерты танцевальных коллективов «Феникс» и «Акцент», Выпускной вечер, мероприятия посвящённые Дню музыки, Дню Матери, Новому году. В рамках празднования Года Кино в России прошёл конкурс детских рисунков «Кино, которое люблю».
Все значимые мероприятия школы регулярно освещаются на официальном интернет-сайте школы искусств, местном телевидении и в газете.

### Шарангский народный краеведческий музей

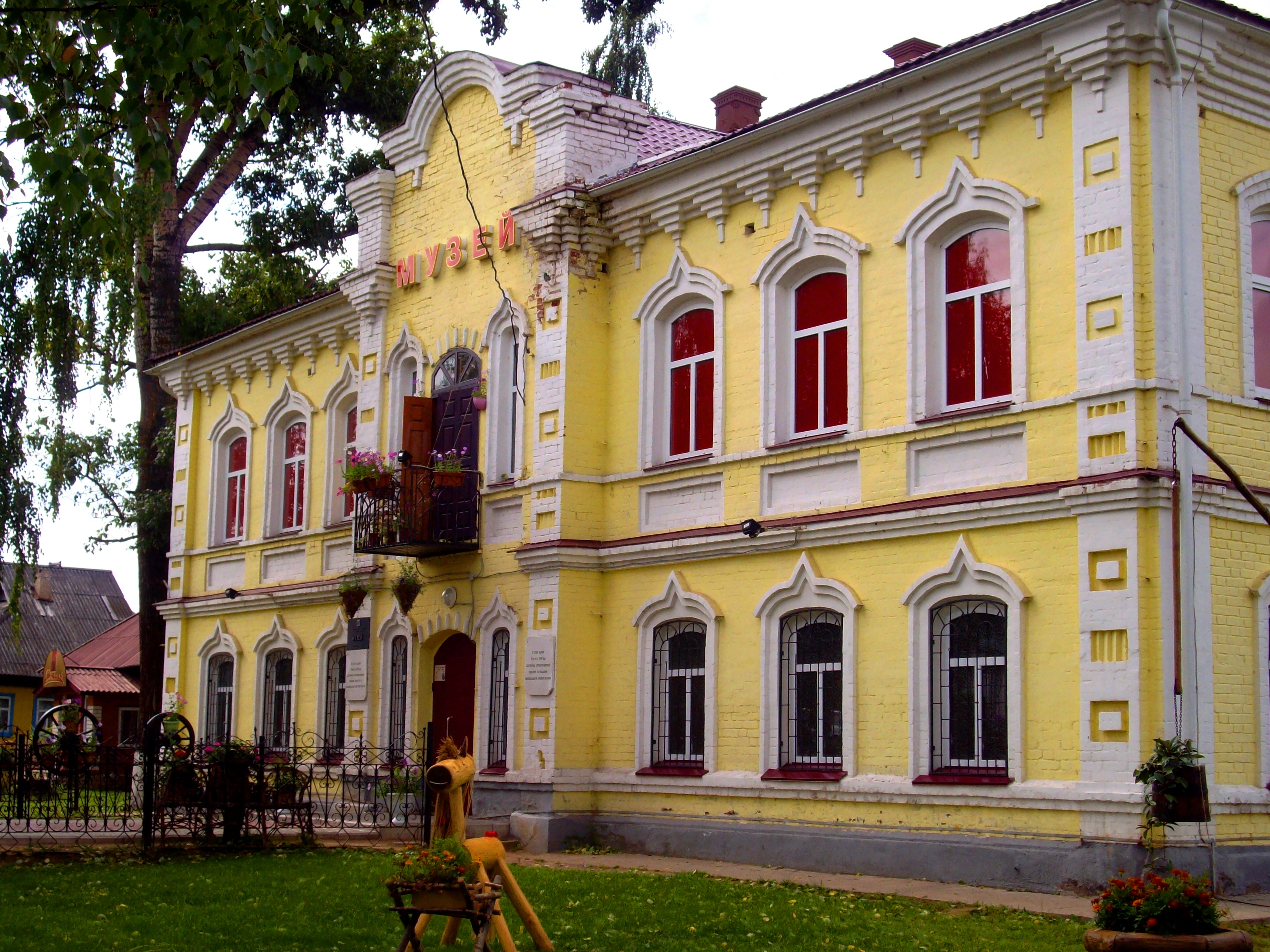
Шарангский народный краеведческий музей

Шарангский музей был основан в 1977 году. В 2007 году под музей было отреставрировано здание волостного исполнительного комитета, 1905−1907 гг. постройки. Коллектив музея — 4 человека.
В настоящее время в музее 5 действующих отделов, открытых для посетителей и проведения мероприятий. Это: зал этнографии, зал флоры и фауны, зал боевой и трудовой славы, зал истории образования и развития Шарангского района и небольшой отдел, посвящённый советской эпохе.
На 1 января 2017 года общий музейный фонд составил 7752 единицы. Из них основной фонд составляет — 5554 единицы, научно вспомогательный фонд — 2198. Общая посещаемость держится на уровне 2015 года и составила 4600 человек (в 2015 году — 4608). Увеличилось количество детских посещений — составило 3614, в 2015 году — 3433.

### Шарангская центральная районная библиотека и централизованная библиотечная система

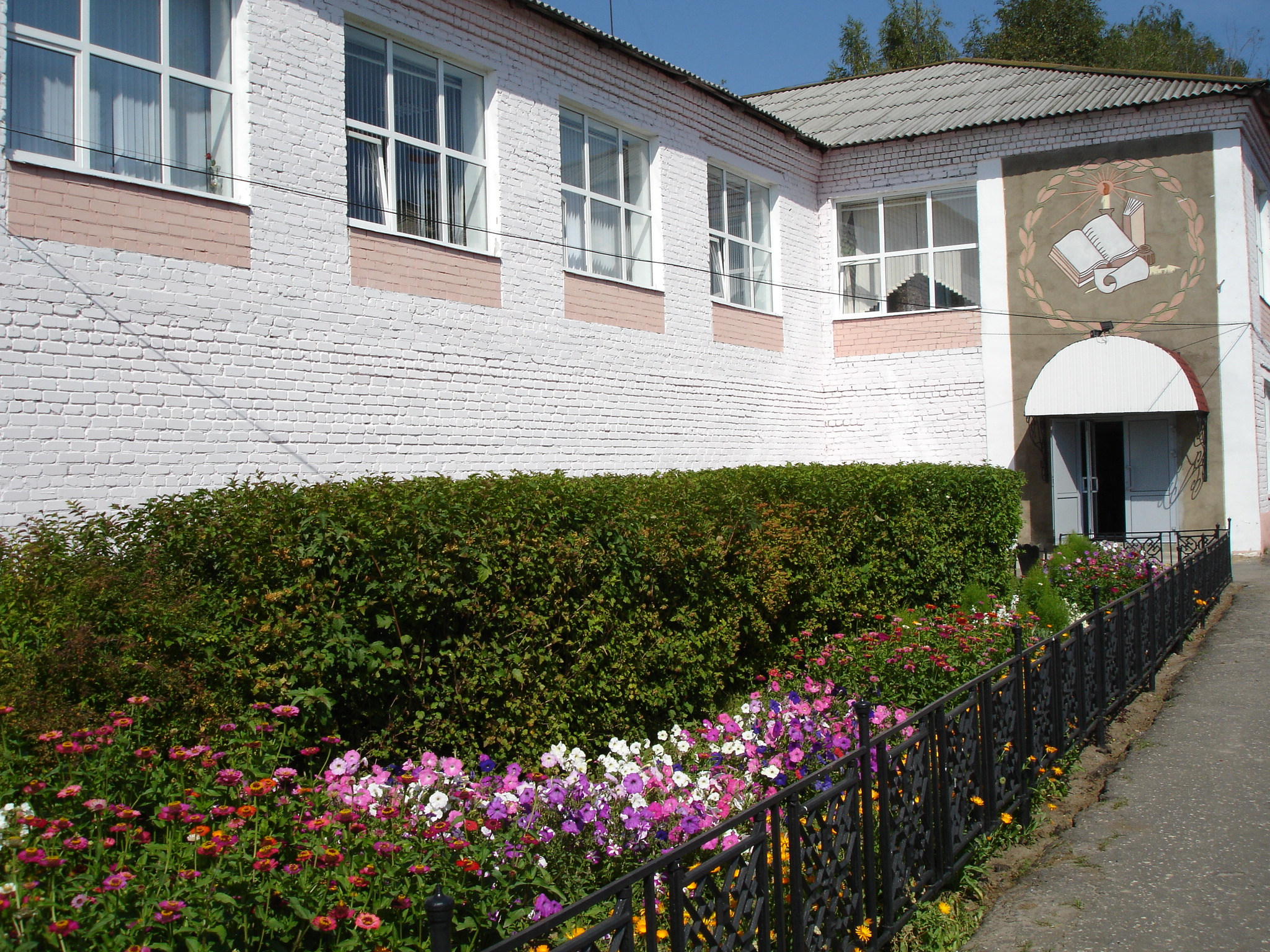
Шарангская центральная библиотека

Библиотека 1 типа в селе Шаранга была открыта в 1912 году. Первым работником библиотеки была учительница Августа Михайловна Чистякова. В то время библиотека обслуживала 22 селения с числом жителей 5994 человека, фонд составлял 276 экз., число читателей — 85 человек.
В 1913 году фонд библиотеки уже насчитывал 564 экз. на сумму 367 руб., книговыдача составила 1480 экз., число подписчиков — 235 человек.
После революции 1917 году в уезде резко сократилось число библиотек, но Шарангская продолжала функционировать.
В июле 1938 года в с. Шаранга случился пожар. Из библиотеки ничего не удалось спасти, всё сгорело. В том же 1938 году для библиотеки купили дом-пятистенок в д. Чура, перевезли и построили на месте здания нынешней библиотеки. После пожара библиотека начала новый отсчёт своей истории.
Даже в годы Великой Отечественной войны районная библиотека продолжала активно работать.
В 1953 году в райбиблиотеке открылся читальный зал. Фонд сформировали из редких, ценных книг, переданных с абонемента, периодики.
В конце 60-х годов возникла необходимость в строительстве нового здания районной библиотеки. В конце 1974 года библиотека отметила новоселье. Были приобретены новые стеллажи, столы, стулья, шкафы.
7 апреля 1976 года было принято решение райсовета депутатов трудящихся № 117 «О централизации библиотек района». К этому времени было уже 16 сельских библиотек. После централизации в структуре центральной библиотеки появились отдел комплектования и обработки литературы, методико-библиографический отдел.
С 2013 года ЦБС объединяет 13 библиотек: центральную районную, детскую и 11 сельских библиотек.
В 2016 году изменений в составе сети не произошло. Последние три года ситуация остаётся стабильной. Всего 13 библиотек. Среднее число жителей на 1 библиотеку — 911. В последние годы идёт уменьшение библиотечного фонда ЦБС. На 1.01.2017 года фонд составил 109 153 экземпляров (-3 762 к уровню 2015 г.).
В целях формирования единого информационного пространства региона и в соответствии с распоряжением Правительства Нижегородской области от 28 февраля 2013 г. № 428-р продолжалась работа по формированию корпоративного электронного каталога. За 2016 год было введено 1 047 новых библиографических записей.
Продолжается создание электронного каталога по программе «Моя библиотека». С начала декабря 2008 года внесено 39 162 (+7468 к 2015 г.) описаний, из них 29 229 (+4 501 к 2015 г.) описаний книг. Для сохранения краеведческих печатных документов ведём оцифровку книг по краеведению, оцифровано 33 документа, в том числе 2 книги.
В 2016 году особое внимание уделялось гражданско-патриотическому воспитанию; воспитанию уважения к славному историческому прошлому нашей Родины; воспитанию любви к родному краю и пропаганде его культурно-исторического наследия; духовно-нравственному образованию; пропаганде здорового образа жизни.
Web-сайт ЦБС http://www.cbs-shar.ru

## Спорт
400 детей целенаправленно тренируются в детско-юношеской спортивной школе. Численность учащихся, занимающихся в физкультурно-оздоровительном комплексе «Жемчужина» в 2014 году составила 430 человек.
В «Жемчужине» работает 26 учебных групп по 9 видам спорта: футбол, дзюдо, волейбол, баскетбол, плавание, пауэрлифтинг, настольный теннис, аэробика, мини-футбол. В 2016 году в комплексе открылся стрелковый тир.

## Здравоохранение
Шарангская центральная районная больница основана в 1937 г.
В состав больницы входят:
- стационар на 78 коек
- поликлиника на 250 посещений
- 17 фельдшерско-акушерских пунктов
- женская консультация
- детская консультация

Стационар: ул. Медицинская, д. 1, Тел.: 8 (83155) 2-12-30
Поликлиника: ул. Мягчилова д. 4, Тел.: 8 (83155) 2-11-35

## СМИ
- Шарангское телевидение «Истоки»

## Достопримечательности

### «Экологически чистый район»
- 22 июня 2005 года администрации Шарангского района вручены аттестат и медаль Международного экологического фонда за победу во Всероссийском конкурсе «Экологически чистый район (территория)». — Шарангский район стал третьим районом в России, которому присуждено столь почётное звание. -
- Традиционно район принимает участие в областном и федеральном конкурсах по благоустройству и получает замечательные результаты. В 2015 году район занял десятый раз первое место в области в своей подгруппе.
- Во Всероссийском конкурсе на звание самого благоустроенного городского (сельского) поселения России в 2011 и 2013 гг. Шаранга занимала 2 место, а в 2012 — 3 место.
Вблизи посёлка — Килемарский лесной заказник. Под охраной находится один из наиболее сохранившихся на востоке европейской части России массивов исчезающих южно — таёжных лесов с дубравными элементами. Жемчужиной заказника является озеро Юронгское, расположенное в русле реки Юронги.

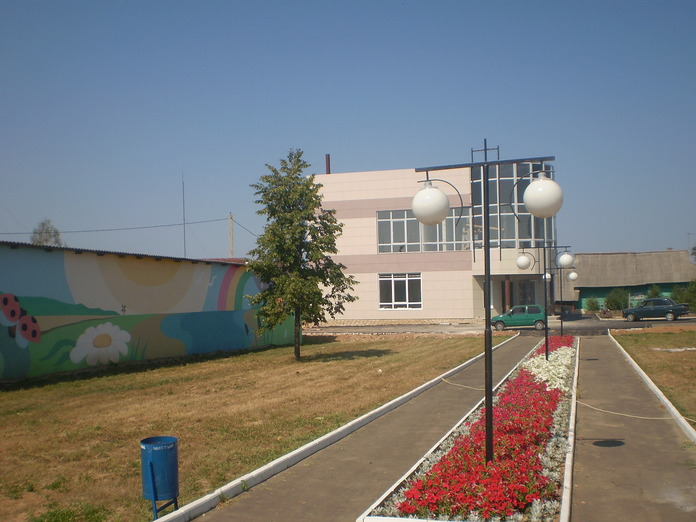
В центре р.п. Шаранга

Шарангу называют «северной жемчужиной» за красоту, чистоту улиц и зданий. Шаранга занимала 5 лет подряд (2007, 2008, 2009, 2010, 2011), 1 место в областном конкурсе «Самый благоустроенный населённый пункт Нижегородской области». В 2011 году р.п. Шаранга занял второе место во Всероссийском конкурсе на звание «Самое благоустроенное городское (сельское) поселение России». В 2012 году р.п. Шаранга занял 3 место во Всероссийском конкурсе на звание «Самое благоустроенное городское (сельское) поселение России».
- Заречный парк. Закладка парка проводилась в 1968 году. Основу парковых посадок составляют местные породы — сосна, ель, берёза, липа, клён, ясень, лиственница. Экзотические растения — карагана древовидная, кедр сибирский. Саженцы для будущего парка брали в питомнике лесничества, в основном они были хвойных пород. Сажали постепенно. Активное участие в закладке Заречного парка принимали старшеклассники Шарангской средней школы со своими классными руководителями. В настоящее время Шарангский Заречный парк — это прекрасное место отдыха для шарангцев и гостей посёлка.
- Памятник неизвестному солдату — это мемориал павшим воинам в Великой Отечественной войне. Памятник воинам-землякам, погибшим на фронтах Великой Отечественной войны 1941—1945 гг. был установлен в 1966 году. На задней стене изображён барельеф «Победа». Фигура бойца, поднявшего свой автомат для прощального салюта в честь погибших боевых друзей, отлита из металла.
- Памятник сельскому хозяйству установлен в Заречной части посёлка Шаранга в 2007 году. Легендарный трактор ДТ-74 с навесным плугом 1963 года выпуска. 40 лет вспашка и обработка сельхозугодий в Шарангском районе велась тракторами этой модели.
- Доска почёта «Трудовая слава района». На доску почёта занесены имена лучших жителей Шарангского района. Информация обновляется один раз в год. Свидетельства о занесении на районную Доску почёта вручаются на праздновании Дня посёлка.
- Отель «Юронга». Открыт в июне 2013 года. Время работы отеля «Юронга» круглосуточное. Количество номеров — 16 номеров, из них 14 двухместных и 2 люкса.
- Памятники заступникам земли Шарангской
- Детский развлекательный парк «Лукоморье» появился в посёлке в 2011 году. Включает в себя кафе, аттракционы и разнообразные элементы ландшафтного дизайна, такие как избушка на курьих ножках с Бабой Ягой, дракон, и водоём с мостиком.
- Парк «Муравия» — расположен возле микрорайона «Молодёжный».
- Памятник «Звезда Героя Советского Союза», рядом установлены пушки, танк (микрорайон «Молодёжный»).
- Физкультурно-оздоровительный комплекс «Жемчужина» — открытие состоялось 29 декабря 2012 года. В состав физкультурно-оздоровительного комплекса входят ряд следующих помещений и сооружений: каток с искусственным льдом; универсальный спортивный зал; бассейн для спортивного плавания; бассейн для детского плавания и развлечений; бильярдная; фитнес-зал; теннисный зал; тренажёрный зал; зал восточных единоборств; зал аттракционов; кинозал; кафе; футбольное поле, солярий.
- Девочка с книгой — данная малая архитектурная форма появилась в Шаранге летом 2015 года, в Год литературы в России.
- Колоннада «Шаранга» — красуется на берегу Шарангского пруда. Установлена в преддверии Дня посёлка (2014). Надпись светится неоном в ночное время суток.